# Zmajevo gorovje
Zmajevo gorovje (zulujsko: uKhahlamba, sotojsko: maloti, afrikansko: Drakensberge) je vzhodni del Velikega roba (ali Robnega gorovja), ki obdaja osrednjo južnoafriško planoto. Veliki rob doseže svojo največjo nadmorsko višino – 2000 do 3482 metrov znotraj mejnega območja Južne Afrike in Lesota.
Rob Zmajevega gorovja se razteza več kot 1000 kilometrov od province Vzhodna Kaplandija na jugu, nato pa zaporedoma tvori, od juga proti severu, mejo med Lesotom in Vzhodno Kaplandijo ter mejo med Lesotom in provinco KwaZulu-Natal. Nato tvori mejo med KwaZulu-Natalom in Svobodno državo, nato pa mejo med KwaZulu-Natalom in provinco Mpumalanga. Rob se od tam vije proti severu skozi Mpumalango, kjer vključuje značilnosti, kot so kanjon reke Blyde, Trije Rondaveli in Božje okno. Nato se razteza dlje proti severu do Hoedspruita v jugovzhodnem Limpopu, kjer ga Afrikanci imenujejo Klein Drakensberg. Od Hoedspruita se razteza proti zahodu do Tzaneena, prav tako v provinci Limpopo, kjer je znano kot gorovje Wolkberg in gora Iron Crown. Na 2200 m nadmorske višine je Wolkberg najvišja vzpetina v Limpopu. Rob se spet razširi proti zahodu in pri Mokopanah je znan kot gorovje Strydpoort.

## Etimologija
Afriško ime Drakensberge izhaja iz imena, ki so ga prvi nizozemski naseljenci dali Robu, in sicer Drakensbergen ali Zmajeve gore. Najvišji del Velikega roba je v zulujščini znan kot uKhahlamba in kot Maloti v sotščini ('pregrada navzgor obrnjenih sulic').

## Geologija

### Izvor
Veliki rob je sestavljen iz strmih sten riftne doline, oblikovanih okoli izbokline celinske skorje med razpadom južne Gondvane, ki so od takrat erodirale v notranjost s svojih prvotnih položajev blizu južne afriške obale, njegov celoten vzhodni del (glej priloženi zemljevid) pa tvori Drakensberg. Drakensberg se konča na severu blizu Tzaneena na približno 22° J vzporednika. Odsotnost Velikega roba približno 450 km severno od Tzaneena (da se ponovno pojavi na meji med Zimbabvejem in Mozambikom v gorovju Chimanimani) je posledica neuspele zahodne veje glavnega [[prelom (geologija)|preloma, ki je povzročil, da se je Antarktika med razpadom Gondvane pred približno 150 milijoni let začela oddaljevati od južne Afrike. Spodnja reka Limpopo in reka Save se izlivata v Indijski ocean skozi ostanke te reliktne začetne riftne doline, ki je zdaj del južnoafriškega Lowvelda.
V zadnjih 20 milijonih letih je južna Afrika doživela veliko dviganje, zlasti na vzhodu, zaradi česar večina planote kljub obsežni eroziji leži nad 1000 m. Planota je nagnjena tako, da je najvišja na vzhodu in se rahlo spušča proti zahodu in jugu. Običajno je nadmorska višina roba vzhodnih pobočij več kot 2000 m. Doseže svojo najvišjo točko nad 3000 m, kjer je Rob del mednarodne meje med Lesotom in južnoafriško provinco KwaZulu-Natal.

### Videz
Rob, gledan od spodaj, spominja na vrsto gora. Limpopo, Mpumalanga in lesotski Zmajeve gore imajo trde zgornje površine, odporne na erozijo, in zato zelo robusten videz, ki združuje bloke s strmimi stranicami in vrhove (kar je povzročilo zulujsko ime Pregrada navzgor obrnjenih sulic). Kdo je prvi dal tem goram afrikansko ali nizozemsko ime Drakensberg in zakaj, ni znano. KwaZulu-Natal – Free State Drakensberg je sestavljen iz mehkejših kamnin in ima zato bolj zaobljen, mehkejši videz od spodaj. Na splošno je vrh Roba skoraj raven in gladek, celo v Lesotu. Lesotske gore so oblikovane proč od pobočja Zmajevih gora z erozijskimi žlebovi, ki se spremenijo v globoke doline s pritoki reke Orannje. Veliko število takih pritokov daje Lesotskemu višavju zelo razgiban gorat videz, tako s tal kot iz zraka.
Višji deli Zmajevih gora imajo blago periglacialno okolje. Možno je, da so nedavne podnebne spremembe zmanjšale intenzivnost periglaciacije.
Knight in Grab sta začrtala porazdelitev udarov strele v Zmajevih gorah in odkrila, da strela bistveno nadzoruje razvoj gorskih pokrajin, saj s tem učinkom razstreljevanja pomaga oblikovati območja vrhov – najvišja območja. Prej se je domnevalo, da so oglati odpadki nastali zaradi sprememb, značilnih za hladna, periglacialna okolja, kot je lomljenje zaradi zmrzali.

### Sestava
Geološka sestava Zmajevih gora (pobočne stene) se precej spreminja na njegovi več kot 1000 km dolžini. Limpopo in Mpumalanga Drakensberg sta prekrita s plastjo kvarcita, odpornega na erozijo, ki je del transvaalske superskupine, ki prav tako tvori Magaliesberg severno in severozahodno od Pretorie. Te kamnine so stare več kot 2000 milijona let. Južno od vzporednika 26°S je pobočje Zmejavih gora sestavljeno iz skrilavcev Ecca, ki pripadajo superskupini Karoo in so stari 300 milijonov let. Del Zmajevega gorovja, ki tvori mejo med KwaZulu-Natal in Svobodno državo, tvorijo nekoliko mlajše Beaufortove kamnine (stare 250 milijonov let), ki so prav tako del superskupine Karoo.
Skupini Ecca in Beaufort sta sestavljeni iz sedimentnih kamnin, ki so manj odporne proti eroziji kot druge kamnine, ki sestavljajo pobočje. Zato ta del pobočja ni tako impresiven kot Mpumalanga in lesotski odseki. Zmajevo gorovje, ki tvori severovzhodno in vzhodno mejo Lesota, kot tudi vzhodni Cape Drakensberg, sta sestavljena iz debele plasti bazalta (lave), ki je izbruhnila pred 180 milijoni let. Ta plast leži na najmlajših sedimentih superskupine Karoo, peščenjaku Clarens, ki je nastal v puščavskih razmerah pred približno 200 milijoni let.

## Vrhovi
Najvišji vrh je Thabana Ntlenyana s 3482 m. Drugi pomembni vrhovi so Mafadi (3450 m), Makoaneng na 3416 m, Njesuthi na 3408 m, Champagne Castle na 3377 m, Giant's Castle na 3315 m, Ben Macdhui na 3001 metrih in Popple Peak na 3331 metrih, vsi ti so na območju, ki meji na Lesoto, kjer je območje, priljubljeno za pohodnike, Cathedral Peak. Severno od Lesota postane pogorje nižje in manj razgibano do vstopa v Mpumalango, kjer so kvarcitne gore Transvaalskega Drakensberga višje in bolj razlomljene in tvorijo vzhodni rob Transvaalske kotline, kanjon reke Blyde, ki leži znotraj tega odseka. Geologija tega odseka je enaka kot Magaliesberg in se z njo nadaljuje.

## Ekologija
Visoke brezlesne vrhove Zmajevega gorovja (od 2500 m navzgor) je Svetovni sklad za naravo opisal kot Drakensbergovo visokogorsko traviško in gozdno ekoregijo. Ta strma pobočja so najjužnejše visoke gore v Afriki in so dlje od ekvatorja zagotavljajo hladnejše habitate na nižjih nadmorskih višinah kot večina gorskih verig na celini. Zaradi velike količine padavin nastanejo številni gorski potoki in reke, vključno z izviri reke Oranje, najdaljše v južni Afriki in reke Tugela.
Te gore imajo tudi najvišji slap na svetu, slapovi Tugela (slapovi Thukela), ki imajo skupni padec 947 m (venezuelski Angelov slap je tudi kandidat za najvišji slap). Reke, ki tečejo iz Drakensberga, so bistven vir za južnoafriško gospodarstvo, saj zagotavljajo vodo za industrijski provinci Mpumalanga in Gauteng, v katerih je mesto Johannesburg. Podnebje je mokro in hladno na visokih legah, kjer pozimi zapade sneg.
Travnata spodnja pobočja (od 1800 do 2500 m) Zmajevega gorovja v Esvatiniju, Južni Afriki in Lesotu sestavljajo Drakensbergova gorska travišča, gozdove in gozdne ekoregije.

### Rastlinstvo
Gore so bogate z rastlinskim svetom, vključno z velikim številom vrst, navedenih v Rdeči knjigi ogroženih rastlin, pri čemer je 119 vrst uvrščenih na seznam globalno ogroženih in »od 2 153 rastlinskih vrst v parku jih je izjemnih 98 endemičnih ali skoraj endemičnih«.
Rastlinstvo visokogorskih travišč je v glavnem sestavljeno iz šopastih trav, plazečih rastlin in majhnih grmovnic, kot je erica. Sem spada redka aloja Aloe polyphylla, ki ima liste spiralne oblike.
Medtem so nižja pobočja večinoma travnata, vendar so tudi iglavci, ki so redki v Afriki. Vrsta iglavcev, ki jih najdemo v Zmajevem gorovju, pripada rodu Podocarpus. Travinje je zanimivo, saj vsebuje veliko število endemičnih rastlin. Tukaj najdene trave vključujejo Monocymbium ceresiiforme, Diheteropogon filifolius, Sporobolus centrifugus, Harpochloa falx, Cymbopogon dieterlenii in Eulalia villosa.
V najvišjem delu gorovja je sestava flore neodvisna od naklona (smeri) pobočja in se spreminja glede na trdoto kamnin. Ta trdota je povezana s vremenskimi vplivi in je spremenljiva celo znotraj ene reliefne oblike.

### Živalstvo
Območje Zmajevega gorovja je dom 299 zabeleženih vrst ptic, kar predstavlja 37 % vseh nemorskih vrst ptic v južni Afriki. V gorovju živi 24 vrst kač, od katerih sta dve zelo strupeni.
Ena ptica je endemična za visoke vrhove, Anthus hoeschi, drugih šest vrst pa najdemo predvsem tukaj: Lioptilus nigricapillus, Oenanthe bifasciata, Heteromirafra ruddi, Chaetops aurantius, Anthus chloris in Serinus symonsi. Ogroženi kapski jastreb (Gyps coprotheres) in južna postovka sta dve ujedi, ki lovita v gorah. Med sesalce spadajo antilopa Oreotragus oreotragus, eland (Taurotragus oryx) in antilopa Redunca fulvorufula. Druge endemične vrste vključujejo tri žabe, ki jih najdemo v gorskih potokih, Amietia dracomontana, Amietia vertebralis in Amietia umbraculata. Ribe najdemo v številnih rekah in potokih, vključno z Pseudobarbus quathlambae, za katero so mislili, da je izumrla, preden so jo našli v reki Senqunyane v Lesotu.
Spodnja pobočja Zmajevega gorovja podpirajo veliko prostoživečih živali, morda najpomembnejše redkega južnega belega nosoroga (ki so ga tukaj gojili, ko je grozilo izumrtje) in črnega gnuja (Connochaetes gnou), ki od leta 2011 uspeva samo v zavarovanih območjih in rezervatih za divjad). Območje je dom velikih čred pašnih živali in antilop, kot so eland (Taurotragus oryx), Redunca arundinum, Redunca fulvorufula, Pelea capreolus in celo nekateri oribi (Ourebia ourebi). Prisotni so tudi pavijani Chacma. Endemične vrste vključujejo veliko število kameleonov in drugih plazilcev. Obstaja ena endemična žaba Breviceps sylvestris in še štiri vrste, ki jih najdemo predvsem v teh gorah; Leptopelis xenodactylus, Breviceps maculatus, Breviceps verrucosus in Cacosternum poyntoni.

## Ohranjanje
Visoka pobočja so težko dostopna, zato je okolje dokaj neokrnjeno. Vendar pa se turizem v Zmajevem gorovju razvija, saj se na pobočjih pojavljajo različne pohodniške poti, hoteli in letovišča. Veliko višjih južnoafriških delov območja je bilo označenih kot rezervati za divjad ali območja divjine. 7 % ekoregije gorskih travišč in gozdov Drakensberg je v zavarovanih območjih. Ti o narodni park Golden Gate Highlands, narodni park Sehlabathebe, narodni park Tsehlanyane, naravni rezervat Malekgalonyane, rezervat divjadi Giant's Castle, naravni rezervat Loteni, narodni park Natal, naravni rezervat Vergelegen, naravni rezervat Beaumont in naravni rezervat Lammergeier Highlands.
Med njimi je park uKhahlamba Drakensberg UNESCO leta 2000 uvrstil na seznam svetovne dediščine. Park je tudi na seznamu mokrišč mednarodnega pomena (po Ramsarski konvenciji). Narodni park Royal Natal, v katerem so nekateri višji vrhovi, je del tega velikega parkovnega kompleksa. Poleg območja svetovne dediščine Ukhahlamba Drakensberg je 1900 ha velik gorski rezervat Allendale, ki je največji zasebni rezervat ob območju svetovne dediščine in je  na dostopnem območju Kamberg, osrčju zgodovinske regije San (Bušmani) slik Ukhahlamba.
Vendar pa je travinje nižjih pobočij močno prizadelo kmetijstvo, predvsem pa prekomerna paša. Skoraj vsi prvotni travniki in gozdovi so izginili in potrebna je večja zaščita, čeprav je rezervat Giant's Castle zatočišče za elanda in je tudi gojišče sera. 5,81 % ekoregije gorskih travišč, gozdov in gozdov Drakensberg je v zavarovanih območjih. To so Krugerjev narodni park, narodni park Mountain Zebra, narodni park Golden Gate Highlands, narodni park Camdeboo, narodni park Sehlabathebe in narodni park Tsehlanyane.
Čezmejno ohranitveno območje Maloti-Drakensberg je bilo ustanovljeno za ohranitev nekaterih visokogorskih območij tega območja.

## Človeška prisotnost
Mesta na območju Zmajevega gorovja vključujejo od juga proti severu Matatiele in Barkly East v provinci Vzhodna Kaplandija; Ladysmith, Newcastle, Ulundi – nekdanja prestolnica Zuluja, Dundee in Ixopo v KwaZulu-Natalu; ves Lesoto, katerega glavno mesto je Maseru; in Tzaneen v provinci Limpopo.

### Jamske slike
Obstajajo številne jame v zlahka erodiranem peščenjaku formacije Clarens, plasti pod debelo, trdo bazaltno plastjo na meji med KwaZulu Natal in Lesotom. Mnoge od teh jam imajo poslikave ljudstva San (Bušmanov). Ta del Drakensberga ima med 35.000 in 40.000 del skalne umetnosti, in je največja zbirka takšnih parietalnih del na svetu.
Približno 20.000 posameznih skalnih slik je bilo zabeleženih v 500 različnih jamah in previsnih mestih med narodnim parkom Drakensberg Royal Natal in Bushman's Nek. Zaradi materialov, uporabljenih pri njihovi izdelavi, je te slike težko datirati, vendar obstajajo antropološki dokazi, vključno s številnimi lovskimi pripomočki, da je ljudstvo San obstajalo v Zmajevem gorovju pred vsaj 40.000 leti in morda pred več kot 100.000 leti. Po poročanju mountainsides.co.za je »v soteski Nd edema v osrednjem Ginsbergu zabeleženih 3900 slik na 17 lokacijah. Ena od njih, jama Sebaayeni, vsebuje 1146 posameznih slik«. Spletna stran, South Africa.info, kaže, da čeprav »najstarejša slika na steni skalnega zavetišča v Ginsbergu sega približno 2400 let nazaj ... barva najdeni so bili tudi vsaj tisoč let starejši delci«. Stran tudi navaja, da je »skalna umetnost Drakensberga največja in najbolj koncentrirana skupina skalnih slik v Afriki južno od Sahare in je izjemna tako po kakovosti kot po raznolikosti predmetov«.